# Ramiro Sordo
Ramiro Sordo (Las Rosas, Argentina; 29 de junio de 2000) es un futbolista argentino. Juega de extremo y su equipo actual es el Club Santos Laguna de la Primera División de México.

## Trayectoria
Sordo entró a las inferiores de Newell's Old Boys en 2012 y fue promovido al primer equipo a mediados del 2020. Debutó el 9 de noviembre en la derrota por 0-2 ante Boca Juniors. Anotó su primer gol en el club el 21 de mayo de 2021 ante Palestino por la Copa Sudamericana.
Sordo se afianzó en el equipo titular en la temporada 2022.

## Estadísticas

### Clubes
Actualizado hasta su último partido disputado el 7 de agosto de 2025.
| Club                        | Div.          | Temporada     | Liga  | Liga  | Liga   | Copas nacionales | Copas nacionales | Copas nacionales | Torneos internacionales | Torneos internacionales | Torneos internacionales | Total | Total | Total  |
| Club                        | Div.          | Temporada     | Part. | Goles | Asist. | Part.            | Goles            | Asist.           | Part.                   | Goles                   | Asist.                  | Part. | Goles | Asist. |
| --------------------------- | ------------- | ------------- | ----- | ----- | ------ | ---------------- | ---------------- | ---------------- | ----------------------- | ----------------------- | ----------------------- | ----- | ----- | ------ |
| Newell's Old Boys Argentina | 1.ª           | 2020          | —     | —     | —      | 4                | 0                | 0                | —                       | —                       | —                       | 4     | 0     | 0      |
| Newell's Old Boys Argentina | 1.ª           | 2021          | 14    | 0     | 0      | 3                | 0                | 0                | 4                       | 1                       | 0                       | 21    | 1     | 0      |
| Newell's Old Boys Argentina | 1.ª           | 2022          | 19    | 5     | 2      | 15               | 2                | 2                | —                       | —                       | —                       | 34    | 7     | 4      |
| Newell's Old Boys Argentina | 1.ª           | 2023          | 22    | 3     | 2      | 12               | 1                | 2                | 7                       | 0                       | 1                       | 41    | 4     | 5      |
| Newell's Old Boys Argentina | Total club    | Total club    | 55    | 8     | 4      | 34               | 3                | 4                | 11                      | 1                       | 1                       | 100   | 12    | 9      |
| Santos Laguna · México      | 1.ª           | 2023-24       | 10    | 1     | 0      | —                | —                | —                | —                       | —                       | —                       | 10    | 1     | 0      |
| Santos Laguna · México      | 1.ª           | 2024-25       | 29    | 3     | 3      | —                | —                | —                | 3                       | 0                       | 0                       | 32    | 3     | 3      |
| Santos Laguna · México      | 1.ª           | 2025-26       | 3     | 2     | 0      | —                | —                | —                | 2                       | 0                       | 1                       | 5     | 2     | 1      |
| Santos Laguna · México      | Total club    | Total club    | 42    | 6     | 3      | 0                | 0                | 0                | 5                       | 0                       | 1                       | 47    | 6     | 4      |
| Total carrera               | Total carrera | Total carrera | 97    | 14    | 7      | 34               | 3                | 4                | 16                      | 1                       | 2                       | 147   | 18    | 13     |
| 1. 2. 3.                    |               |               |       |       |        |                  |                  |                  |                         |                         |                         |       |       |        |